# 范美忠事件
范美忠事件（はんびちゅうじけん）は、2008年5月12日の四川大地震発生の際に、地震に遭った都江堰市光亜中学校の担任教師である范美忠が、生徒を放りだして真っ先に逃げ出し、そのてんまつをブログに掲載した事件である。ブログの文章は、中国のインターネットユーザやマスコミに注目を集め、范美忠の行動の是非や、教師たる者の道徳や倫理などについての論争を引き起こした。

## 范美忠の略歴
范美忠は1997年に北京大学歴史学科を卒業し、四川省成都市の都江堰市光亜中学校で国語教師となった。

## 逃亡事件とそれに関する論争
2008年5月12日、四川大地震発生時、范美忠は光亜中学校1年生にちょうど授業を行っていたところであった。地震が発生すると、范美忠は生徒を放置して真っ先に逃げ出して運動場に避難した。范美忠に遅れてしばらくしてから10数人の生徒が運動場に到着した。
その後の5月22日、范美忠はブログにおいて地震体験記を掲載した。そのブログの文中では：
| 「 | あのような生死に関わる状況においては、自分を犠牲にしてでも守れるのは自分の娘だけだ。たとえ自分の母親でも自分を犠牲にしてまでは守ることはできない。 在这种生死抉择的瞬间，只有为了我的女儿我才可能考虑牺牲自我，其他的人，哪怕是我的母亲，在这种情况下我也不会管的。 | 」 |

とし、逃げることは「本能行為」であるとした。
このブログに対しては、自らの命を犠牲にしてでも生徒を守るべきであり教師にあるまじき態度であるとして、インターネットユーザから批判が殺到し、わずか1週間でブログの閲覧回数は14万を超えた。

## 社会の反応と討論
范美忠事件は、中国の新聞において瞬く間に話題となり、非難を浴びた。一部には范美忠の行為について同情的な見解もあった。

## 范美忠のその後
范美忠は、2008年5月30日の報道によると光亜中学校を停職となり、
その直後の6月16日の報道によると解雇された
。
また2008年12月に再就職を試みるも抗議を受けて延期となったと報道されている
。